# Sveriges migrationsminister
Migrationsministern är ett statsråd i Sveriges regering och utses till sin post av statsministern. Migrationsministern ansvarar för migrations- och asylpolitik.
Migrationsfrågorna handlades före 1996 av invandrarministern. Den förste att inneha migrationsministerposten var Pierre Schori som var placerad på Utrikesdepartementet. I samband med regeringen Reinfeldts tillträde flyttades migrationsfrågorna till Justitiedepartementet. Justitie- och migrationsministerportföljerna var sammanslagna 2014–2017 och igen mellan 2019 och 2021.
De första åren var det täta skiften mellan innehavarna av ministerposten. 2006 blev dock posten opolitisk, med viktiga beslut hänskjutna till migrationsdomstolar, och Tobias Billströms tid som migrationsminister blev åtta år lång (2006–2014). I slutet av Billströms tid som minister blev dock posten återigen politisk, bland annat på grund av att Sverige behövde reglera den ökade invandringen med politiska beslut. 
En politiskt tillsatt ämbetsman, statssekreteraren, är migrationsministerns närmsta medarbetare. Migrationsministern är statsråd på Justitiedepartementet, och därigenom underordnad justitieministern som är departementschef.

## Lista över Sveriges migrationsministrar
| Nr  |  | Migrationsminister                  | Titel                                              | Tillträdde        | Avgick            | Varaktighet        | Parti | Parti              | Regering                           |
| --- |  | ----------------------------------- | -------------------------------------------------- | ----------------- | ----------------- | ------------------ | ----- | ------------------ | ---------------------------------- |
| 1   |  | Pierre Schori (född 1938)           | Bistånds- och migrationsminister                   | 22 mars 1996      | 14 september 1999 | 3 år och 176 dagar |       | Socialdemokraterna | Persson S                          |
| 2   |  | Maj-Inger Klingvall (född 1946)     | Bistånds- och migrationsminister                   | 14 september 1999 | 16 november 2001  | 2 år och 63 dagar  |       | Socialdemokraterna | Persson S                          |
| 3   |  | Jan O. Karlsson (1939–2016)         | Bistånds- och migrationsminister                   | 7 januari 2002    | 10 oktober 2003   | 1 år och 276 dagar |       | Socialdemokraterna | Persson S                          |
| 4   |  | Barbro Holmberg (född 1952)         | Migrationsminister                                 | 10 oktober 2003   | 6 oktober 2006    | 2 år och 361 dagar |       | Socialdemokraterna | Persson S                          |
| 5   |  | Tobias Billström (född 1973)        | Migrationsminister                                 | 6 oktober 2006    | 3 oktober 2014    | 7 år och 362 dagar |       | Moderaterna        | Reinfeldt M – FP – C – KD          |
| 5   |  | Morgan Johansson (född 1970)        | Justitie- och migrationsminister                   | 3 oktober 2014    | 27 juli 2017      | 2 år och 297 dagar |       | Socialdemokraterna | Löfven I S – MP                    |
| 6   |  | Heléne Fritzon (född 1960)          | Migrationsminister och biträdande justitieminister | 27 juli 2017      | 21 januari 2019   | 1 år och 178 dagar |       | Socialdemokraterna | Löfven I S – MP                    |
| (5) |  | Morgan Johansson (född 1970)        | Justitie- och migrationsminister                   | 21 januari 2019   | 30 november 2021  | 2 år och 313 dagar |       | Socialdemokraterna | Löfven II S – MP Löfven III S – MP |
| 7   |  | Anders Ygeman (född 1970)           | Integrations-, migrations- och idrottsminister     | 30 november 2021  | 18 oktober 2022   | 0 år och 322 dagar |       | Socialdemokraterna | Andersson S                        |
| 8   |  | Maria Malmer Stenergard (född 1981) | Migrationsminister                                 | 18 oktober 2022   | 10 september 2024 | 1 år och 328 dagar |       | Moderaterna        | Kristersson M – KD – L             |
| 9   |  | Johan Forssell (född 1979)          | Migrationsminister                                 | 10 september 2024 | nuvarande         | 0 år och 173 dagar |       | Moderaterna        | Kristersson M – KD – L             |